# 達拉弗農理工學校
35°41′1.64″N 51°25′18.71″E / 35.6837889°N 51.4218639°E

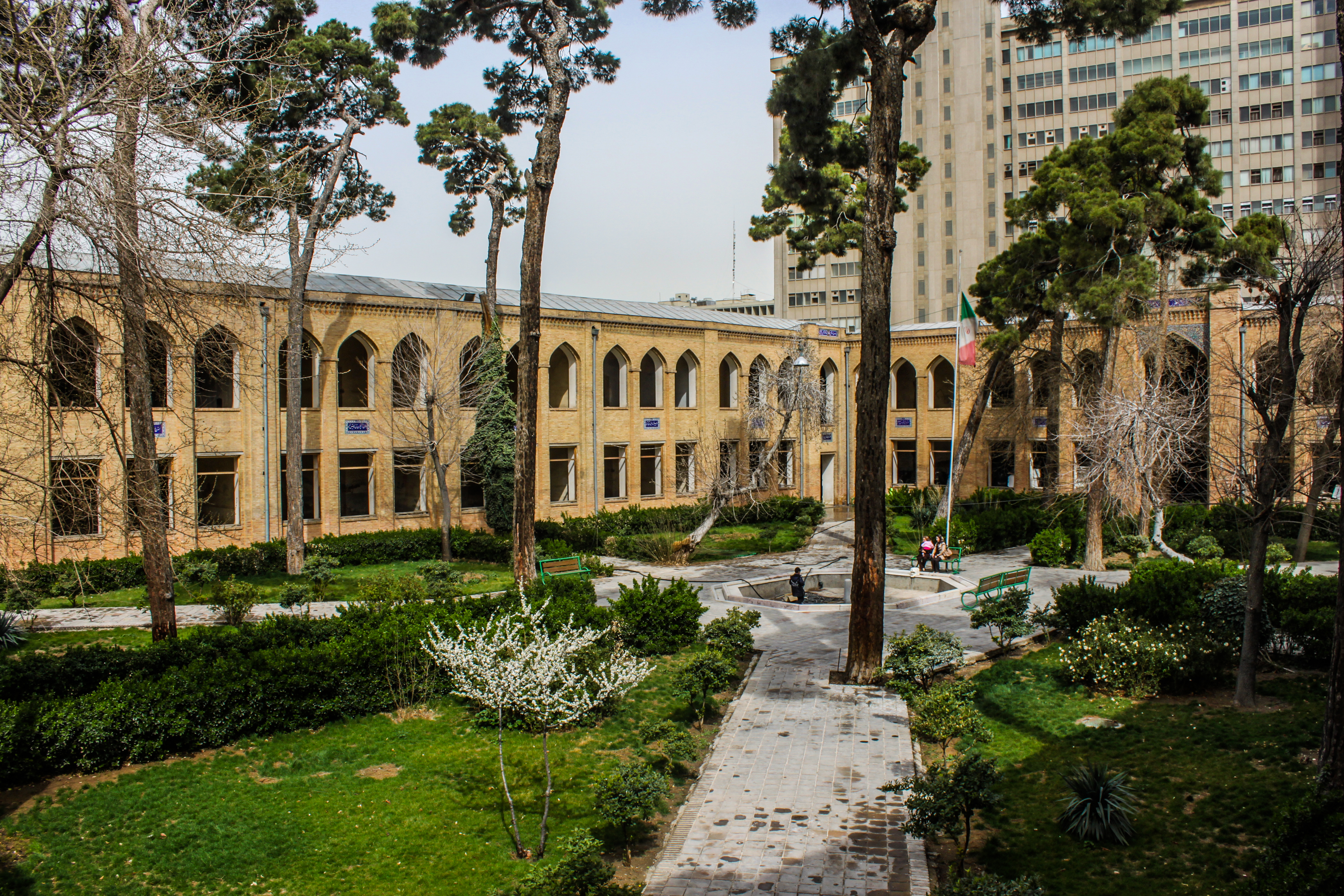
位于纳西尔·胡斯洛大街的学校东门

達拉弗農理工學校（波斯語：دارالفنون，Dār al-fonūn，波斯語發音：[dɒːɾolfʊˈnuːn]，意為「理工學院」，直译“诸艺之屋”），又译技术学院、道如福农等，是伊朗卡扎爾王朝納賽爾丁沙阿統治時期，在當時的伊朗首相阿米爾·卡比爾主導下，於1851年在德黑蘭建立的伊朗第一所現代化高等學校。

## 历史
學校創建最初宗旨在於進行現代化軍事教育，以培養軍官、工程師、醫生以及外語翻譯等各方面的人才。建校之後第二年，學校開始與歐洲各國合作，從奧地利、意大利、法國聘請了步兵、炮兵、騎兵等軍事教官、醫生、工程測繪師以及從法國、英國、俄國聘請了法語、英語和俄語的教師。學校建築據説是仿造英國伍爾維奇皇家軍校。開始主要教授拉丁語语。法語、數學、化學、藥學、醫學、礦物學、軍事等，其後又增加了波斯語、阿拉伯語、伊斯蘭教法等課程。
1857年时該校學生共有160人，其中110人獲得正式畢業證書。到1889年，這所學校培養了287名學生，1891年已經有1100名學生畢業。在此期間，學校教師包括來自16名歐洲教授和26名伊朗教授。1919年學校在最初建立的達拉弗農醫學系的基礎上，將其改爲醫學院（Madreseh-ye Tebb）。1920年代初，因爲伊朗局勢動蕩、王朝更迭，學校缺乏資金以及年久失修，達拉弗農理工學校本身被降爲一所中學，學校部分建築也因爲給其他政府機關讓路而被拆毀，1934年德黑蘭大學建立之後，其大部分師資力量轉到了德黑蘭大學，從某種意義上來説達拉弗農理工學校也可堪稱為德黑蘭大學的前身。